# Chikhaldara
Chikhaldara (o Chhikaldara) è una città dell'India di 4.718 abitanti, situata nel distretto di Amravati, nello stato federato del Maharashtra. In base al numero di abitanti la città rientra nella classe VI (meno di 5.000 persone).

## Geografia fisica
La città è situata a 21° 25' 04 N e 77° 17' 44 E.

## Società

### Evoluzione demografica
Al censimento del 2001 la popolazione di Chikhaldara assommava a 4.718 persone, delle quali 2.717 maschi e 2.001 femmine. I bambini di età inferiore o uguale ai sei anni assommavano a 588, dei quali 292 maschi e 296 femmine. Infine, coloro che erano in grado di saper almeno leggere e scrivere erano 3.783, dei quali 2.338 maschi e 1.445 femmine.